# أبو دقيق الملفوف الصغير
أبو دقيق الملفوف الصغير أو البيضاء الصغيرة (الاسم العلميPieris rapae) هي حشرة من فصيلة الكرنبيات، وهي حشرة متوسطة الحجم، ذات لون أبيض، والجزء المجاور للزاوية الأمامية
من الجناح غامق اللون أو أسود، يمتاز الذكر ببقعة سوداء على جناحة الأمامي، أما الأنثى فلها
بقعتان.
تضر هذه الحشرات بالمزروعات لأن يرقتها تتطفل على كثير من نبات
الفصيلة الصليبية كالملفوف والفجل واللفت والشوندر وغيرها.

## دورة حياتها
تفقس البيوض عن يرقات خضراء اللون ذات خطوط صفراء ظهرية مستمرة
أو متقطعة مع بقع سوداء، والجلد ناعم كالمخمل لوجود زغب عليه،
طولها 2,5 سم، أما العذراء فخضراء اللون وعليها بقع سوداء،
وجزؤها الأمامي مجهز بنتوءات حادة.